# ГЕС Амлах
ГЕС Амлах – гідроелектростанція на річці Драва у австрійській провінції Тироль. Входить до складу дравського каскаду Австрії, становлячи у ньому найвищу ступінь.
Будівництво електростанції розпочали у 1985-му та завершили у 1989 році. В районі містечка Strassen Драву перегородили греблею, яка допомагає відводити воду до невеликого водосховища Тассенбах. Останнє також поповнюється із правої притоки Драви Gailbach. Із водосховища бере початок дериваційний тунель довжиною 22 км, що тягнеться уздовж річки до містечка Амлах. Біля останнього за допомогою водоводу довжиною 500 метрів вода подається до машинного залу станції. Така схема забезпечує напір у 370 метрів, що багатократно більше, аніж у руслових ГЕС нижче по течії.
Машинний зал обладнаний двома турбінами типу Френсіс загальною потужністю 60 МВт. При зазначеному вище напорі вони виробляють в середньому 219 млн.кВт-год на рік. 
Видача продукції відбувається по ЛЕП, що працює під напругою 110 кВ.